# Nordisk folklore
Nordisk folklore eller nordisk folkeminde er en samlebetegnelse for folketroen/folkloren i Norden, og omfatter forestillinger, der enten er lokale, eller har været udbredt over hele Norden og Nordeuropa. Folkloren var de fortællinger og forestillinger om overnaturlige fænomener og væsner, som ikke var en del af den institutionaliserede religion, hvilket i historisk tid er kristendommen. Den nordiske folklore byggede i vid udstrækning på traditionelle forestillinger fra den før-kristne religion, men mange elementer var også indlånt fra kristendommen. Den traditionelle form kendes i dag fra især overleverede folkeeventyr og sange, og den forsvandt som en levende tradition under det moderne gennembrud i slutningen af 19. århundrede, men er i moderne tid i vid udstrækning blevet erstattet af vandrehistorier (Urban Legends).

## Historie
Før religionsskiftet i Norden fandtes der sandsynligvis ikke nogen skarp grænse mellem folklore og institutionaliseret religion, først med kristendommens etablering som officiel religion begyndte man i Norden at skelne mellem, hvad der var religion, og hvad der ikke var. De religiøse forestillinger, som ikke var en del af de kristne dogmer, blev betragtet som overtro og ikke rigtig religion. I almindelig tale blev folkloren omtalt som den gamle tro eller sæd skik og brug, hvilket tyder på en direkte forbindelse til den før-kristne religion, som blev omtalt med lignende navne.[kilde mangler] Det var ikke kun hedenske traditioner, der formede folkloren, efter Reformationen har Lutheranismen haft en afgørende rolle. Et eksempel på sammenblandingen af kristne og ikke-kristne forestillinger er brugen af fuglesymbolik i folkeviser. Ravne og duer blev ofte brugt som billeder på den dæmoniske og himmelske; hvor ravnen fungerede som symbol på fortabelse i døden, var den hvide due symbol på frelse. Duen var et kristent symbol for Helligånden, mens dens modsætning, ravnen eller kragen, sandsynligvis bygger på ældre før-kristne forestillinger om ravne som bærere af de døde til dødsriget. Dette symbol kan have overleveret pga. dets umiddelbarhed som modbillede på det almindelige kristne symbol, den hvide due. Derudover er ravne ådselsædere. Dette er nok kommet til udtryk, på den måde, at hvis der lå et lig, ville det tiltrække ravne, og på den måde blive associeret med døden. Ikke fordi de varslede død, men simpelthen fordi de var tiltrukket af døde ådsler.
Under religionsskiftet ophørte den nordiske mytologi som levende tradition, da dyrkelsen af de store guder forsvandt. De mindre lokale guddomme blev imidlertid fortsat dyrket mange steder, og med tiden udviklede de sig til de overnaturlige væsner, som kendes fra eventyr og folkesagn. Samernes og finnernes før-kristne religion er tæt forbundet med den nordiske, og indeholder mange fælles elementer; men begge har også bevaret en selvstændig karaktér, som har givet sig udslag i folkloren. Da den nordiske religion er nært beslægtede med de øvrige germanske religioner, har den nordiske folklore mange fællestræk med folkloren i fx England og Tyskland.
De gamle hedenske guder overlevede i flere tilfælde i folkloren, men sjældent i samme form som i de havde haft i den før-kristne mytologi. En af dem er Odin, som mange steder optrådte som lederen af den vilde jagt. En anden af dem, Thor, jagede fortsat trolde, og Freja optrådte i mange fortællinger i forskellige skikkelser og under forskellige navne. Andre typer af væsner levede videre relativt upåvirket af kristne forestillinger, dog allierede flere af de ondsindede typer sig med djævelen eller havde problemer med kristne symboler og genstande. Kendetegnende for flertallet af disse væsener var imidlertid, at de hverken kunne karakteriseres som helt igennem onde og skadevoldende eller udelukkende gode og hjælpsomme. De fulgte egne målsætninger, der var helt uafhængige af kristne moralbegreber.

## Koncepter
Folklorister har karakteriseret en række temaer og koncepter, der optræder i den nordiske folklore. Et af de vigtigste er idéen om ’’de andre’’, dvs. de personer eller væsner, der ikke tilhører ens egen gruppe. I de enkelte fortællinger kan de antage meget forskellige skikkelser og leve meget forskellige steder. Et eksempel er de trolde, der bor i det uopdyrkede land, og som kunne komme hen til menneskenes boliger for at gøre skade. I moderne tid genfindes lignende om personer fra ikke-vestlige lande. Idéen om et skel mellem ’’os’’ og ’’de andre’’ er dog ældgammel, og er ikke kun begrænset til Norden. Det er en almindelig forestilling, som kendes fra alle verdens kulturer, at ’’det andet’’ og fjendtlige lå på den anden siden af grænsen til gården/landet/civilisationen/osv.
Skellet mellem ’’dem’’ og ’’os’’ omfatter også en skelnen mellem civilisation (menneskenes verden) og natur, det bl.a. kan medføre en sammenblanding af forskellige faktorer; fx at ’’fremmede folk’’ tillægges dyriske attributter. En udbredt forestilling, der sandsynligvis har gamle rødder, er at naturens væsner er dumme, og at de altid bliver snydt af menneskene til slut. Et andet udbredt koncept i de folkloristiske fortællinger, er at helten som regel vinder ved at ’’kende reglerne’’, fx den symbolske kraft i genstande, og derved snyde sin mindre kloge modstander. Andre koncepter omfatter Dødens verden og kontakten med de døde, rigdom og frugtbarhed, familiestiftelse og kærlighed. Den slags koncepter indikerer hvilke forhold, der blev opfattet som essentielle i samfundet.[kilde mangler] I den nordiske folklore er andre koncepter, der bl.a. har haft stor betydning i moderne kultur, nærmest fraværende. Det gælder fx klasse og køn. Den amerikanske religionsforsker John Lindow mener, at det skyldes, at disse koncepter ikke var betydningsfulde i forhold til den nordiske befolknings selvdefinering i før-moderne tid.

### ’’Det fremmede’’
Udskillelse af ’’det andet’’ og markering af grænser kendes fra alle kulturer, og John Lindow mener, at det skyldes, at det givetvis er et vigtigt element i opbyggelsen af gruppetilhørsforhold, da skabelse og opretholdelse af idéen om udefrakommende fremmede bl.a. blev brugt til at definere ens egen gruppes identitet. Afgrænsning mellem ’’os’’ og ’’dem’’ tager form af kulturelle skel, hvor de to grupper bliver knyttet til distinkte verdner med klare grænser i mellem sig. Ind i mellem opfattes de som klare, men de andre gange fremtræder mere diffuse. Formålet med legender og fortællinger om ’’de andre’’ er at definere grænsen udadtil og forstærke gruppeidentiteten. Den måde, de fremmede fremstilles på, fortæller i høj grad noget om hvordan gruppen opfatter sig selv.
I folkloren blev andre etniske grupper i reglen sammen med det overnaturlige, et tidligt eksempel stammer fra digtet Ynglingetal, sandsynligvis forfattet i 9. eller 10. århundrede af islændingen Thóddóllfr af Hvín. Det beskriver bl.a. en rejse til fremmede lande, der involverer møder med overnaturlige væsner, fx lyssky dværge og jætter, der bygger enorme stenkonstruktioner. Opfattelsen af ’’de andre’’ som noget andet end mennesket, omfattede også folk af fremmed etnisk oprindelse. Andre rejser i den ældre litteratur medførte som regel stor fare, fx optræder finner med magiske evner i mange tekster. John Lindow mener, at disse beretninger, sammen med andre lignende, viser en konsistens i opfattelsen af ’’de fremmede’’ fra (mindst) vikingetiden og helt frem til den yngre folklore. I ældre tid blev skellet mellem det naturlige og overnaturlige ikke opfattet som noget der lå mellem det virkelige og det uvirkelige. Indtil moderne tid blev overnaturlige væsner mange steder opfattet som virkelige og nærværende. Lindow forklarer forestillingen om de fremmede som dyriske og med overnaturlige kræfter følger et ældgammelt spor, hvor det, der lå udenfor samfundets grænser var potentielt skadeligt, kunne ramme uden varsel og var befolket af fjendtlige væsner. Sådanne idéer kan også genfindes i bl.a. middelalderens lærde miljø.
Lindow har karakteriseret en række træk, der ifølge ham er kendetegnende for opfattelsen af de fremmede: De er ’’formskiftere’’ og kan overskride grænser, der ellers er irreversible for mennesker. Dette træk bygger på forestillinger om at menneskets krop har sin plads, og hvis den befinder sig et sted, hvor den ikke hører til, fører det til ulykke. De beskrives som ’’ikke-religiøse’’, dvs. noget andet end kristne. Fremmede ’’lever ikke i familier’’, i stedet er de enten énkønnede kollektiver, eller solitære individer, seksuelt utøjlede. De ejer ’’musikalsk virtuositet’’, bygger på idéen om at usædvanligt talent, forbindes med noget udefra.
I middelalderlige tekster bliver både finner (samer) og skrællingerne (Grønlands og Amerikas oprindelige befolkning) tillagt magiske evner, ligesom maurere, blåmænd (sorte afrikanere) og etioperer. Sorte mænd som skadevoldende overnaturlige væsner kan genfindes i bl.a. det frankiske digt Chanson de Roland. Overnaturlige evner var tilsyneladende ikke var tilfældet for de germanske, syd og sydøsteuropæiske folkeslag, hvis levevis i højere grad mindede om nordboernes.

### Skiftinge
De fremmede kunne gribe direkte ind i menneskenes liv, bl.a. ved at udskifte menneskebørn med deres eget afkom. Timothy R. Tangherlini forklarer forestillingen om sådanne skiftinge med, at de et resultat af det ’’andets’’ begær efter at komme ind i gruppen. I virkeligheden var en skifting en forklaring på handicappede eller dødfødte børn. Tangherlini mener, at baggrunden for idéen måske har været, at fysisk eller psykisk handicappede udgjorde en trussel mod gruppens succes. Det var denne trussel, som knyttede det handicappede barn til det ’’andet’’.

## Moderne folklore
Mange af de samme elementer, der karakteriserer middelalderens og nyere tids folklore, kan stadig genfindes i folkloristiske fortællinger i moderne tid, og de samme træk tildeles alle grupper over et langt kontinuum af tid. Fx har den amerikanske folklorist Timothy R. Tangherlini påvist mange ligheder mellem beskrivelser af indvandrergrupper fra ikke-vestlige lande i nutidens Danmark og ældre tiders forestillinger om trolde og fremmede folkeslag. Et lighedstegn er fx, at en rejse udenfor gruppens normale sfære medførte fare, gerne i form af, at det ’’andet’’ greb forstyrrende ind i gruppens identitet. I fortællingerne optræder især unge individer potentielt i farezonen, det kan fx være unge kvinder, der bortføres eller bliver slået ihjel. Det følger ifølge Tangherlini et gammelt mønster, hvor de unge som regel er dem, der er mest udsatte for ’’de andres’’ overgreb. Han forklarer dette med, at de er de mest værdifulde, som pga. deres frugtbarhed repræsenterer gruppens fremtid. En væsentlig forskel er dog manglen på overnaturlige magiske elementer i de moderne forestillinger; hvor de ’’andre’’ i ældre tider som regel blev forbundet med overnaturlige kræfter, benytter de i nutiden realistiske midler, som fx narko.

## Væsner
Mange af folklorens navne og betegnelser bruges om meget forskelligartede væsner. Det skyldes ofte regionale forskelle i udviklingen af traditionerne, eller indlån af forestillinger fra andre egne. Andre betegnelser kunne bruges generelt om næsten alle former for overnaturlige væsner, det gælder fx "vætter", de "underjordiske" og "småfolk". Det betyder, at det er nødvendigt at relatere folkloristiske fortællinger og forestillinger til deres kontekst for, at to kunne tolke betydningen af dem.[kilde mangler] Forestillingerne folklorens væsner er ikke bare udsprunget af gamle overleveringer om afdøde forfædre, naturånder, gamle naturfolk og halvt glemte guder, men skyldes også uforklarlige oplevelser samtiden, hvor samfundets normale struktur sættes ud af kraft; det kan være tidligt døde unge mennesker, pludselige sygdomme hos mennesker og kvæg, naturkatastrofer, børnelammelse, og medfødte handicaps som fx Downs syndrom.
"Trolde" havde en fremtrædende rolle I mange fortællinger fra hele Norden. De var ondskabsfulde, og nogle gange udspekulerede og nogle gange meget dumme væsner. De levede hovedsageligt i skovområder eller i huler under bakker og bjerge uden for det menneskelige samfund. Af udseende var de normalt grimme og behalede, men nogle troldkoner kunne være smukke, så længe man ikke så deres haler. Store trolde blev associeret med jætter, som mest levede langt væk fra menneskene.
I ældre tid betød ordet "troll/trold" (verbum: "trolla/trolde") "alvorlig skade" eller "nogen/noget der gør stor skade"; fx var en, der blev kaldt en "trold", én der kunne spise menneskekød eller begå andre socialt uacceptable handlinger, som fx voldtægt. Ordet trylle/trolla (at udøve trolddom) blev med tiden associeret med personer, der udøvede magi med det formål, at skade andre. Oprindeligt kunne ordet dog bruges synonymt med "spå/spá", der havde positiv betydning. Et beslægtet ord var "sejd", som betegnede en særlig rituel teknik, der primært var knyttet til vølverne; en gruppe af kvindelige hedenske kultspecialister. Sejd blev opfattet som meget kraftfuldt og ekstremt farligt, og var derfor forbundet med stærke sociale tabuer. Fx gjorde en mand, der udøvede sejd, sig skyldig i "ergi" og blev betragtet med største foragt. De personer, der spåede, var ofte de samme, der udøvede sejd. I moderne tid har ordet "trylle" en mere neutral betydning, og kan bruges i både positive og negative sammenhænge.
"Vætterne" er små væsner, der gerne lever under jorden og nær menneskenes boliger. Allerede i vikingetiden var vætterne et vigtigt element i den ’’lavere mytologi’’. Ordet betegnede i den perioden enten overnaturlige væsner generelt, herunder også aser og vaner, eller en kategori af anonyme guder, der kunne repræsentere et landområde. I nyere tid bliver det fortsat brugt det forskellige typer af overnaturlige væsner, der levede enten sammen med eller i nærheden af menneskene.[kilde mangler] "Dværgene", som de kendes fra den før-kristne mytologi, forsvandt ud af folketroen på et tidligt tidspunkt. Men mange af deres karakteristika overlevede hos andre typer af vætter. Disse grupper af væsners karakteristika ændredes, fx blev deres størrelse mindre.
"Nisserne" (Sverige: "Tomte") er en særlig type af vætte, der bor i husene (gården). Nissen optrådte som udgangspunkt venligtsindet, og passede ofte på gården, dyrene og de mennesker, der boede der, men han forventede også at få mad som gengæld. Hvis man enten drillede eller ignorerede nissen, kunne han hævne sig, og påføre menneskene ulykke. En nisse/tomte er i stand til at skifte størrelse, så den enten fremstår som et 5-årigt barn, blot som en tomme høj eller helt usynlig. Det svenske ord Tomten er nært beslægtet med "tomt", der betegner det stykke jord, et hus eller bygning er opført. På den baggrund er det blevet foreslået, at nissen/tomten er et levn fra før-kristne forestillinger om husguder.[kilde mangler]
"Elverne" (svensk: älvor) og højfolket er vætter, der lever længere væk fra menneskenes huse, fx i skoven eller mosen. Deres oprindelse kan spores tilbage til hedenske alfer. De kvindelige elvere beskrives som overjordiske smukke men farlige væsner, der kunne lokke unge mænd i døden. De mestrer magi og skaber især illusioner. De er nært knyttet til tåge og dis, og fremstilles i flere sammenhænge som transparente ånder eller piger, der kan forsvinde på et øjeblik. I Danmark og dele Sverige smeltede elverne sammen med den farlige norske huldre og svenske skogsrå. De fortrylle og lokke uopmærksomme mænd, og suge livet ud af dem, gøre dem sindssyge eller lade dem falde i vandhuller eller lignende og drukne. I Sverige blev "Skogsrå" eller "Skogsfruen" opfattet som distinkt væsen adskilt fra "älvorne".
I mere moderne historier, er det ikke ualmindeligt at en grim mandlig nisse, trold, vætte eller dværg forelsker sig i en smuk elverpige, en situation der danner basis for fortællinger om forbudt eller umulig kærlighed.
Nøkken er en vandånd, der ofte fremstilles i form af en lille djævel. I især norske fortællinger kunne han spille overjordisk smukt på et instrument. Med det lokkede de folk ud i vandet så de druknede. I Danmark og Sverige kunne han forvandle sig til bækhesten og trække folk ned i vandet. Nøkken fremstilles ikke altid som et ondskabsfuldt væsen, men kunne også hjælpe mennesker.[kilde mangler]
Lindorme er monstrøse slanger, enten med eller uden ben, og er den nordiske parallel til de sydeuropæiske drager. I Norge og Danmark lever de typisk i oceanet, men de kan også forekomme i søer. I Sverige findes et berømt sagn om en søslange i Storsjön, en forestilling, der dukker op med mellemrum i moderne tid.
Andre væsner er bl.a. Mylinger, som er spøgelser af børn, der blev sat ud for at dø. Maren, der kunne give den sovende onde drømme (mareridt) og søvnparalyse. Lygtemænd, blev ofte opfattet som ånder efter personer, der var druknet i søer og marsker. Ifølge nogle fortællinger kunne de lede en vandrer i en død, der lignede deres egen, mens andre fortæller at de kunne lede vandreren sikkert hjem. Atter andre er kraken, et enormt søuhyre ud for Norges kyst, helhesten, glumsoen, gengangere o.m.a.

## Eksterne link
- Reimund Kvideland,Henning K. Sehmsdorf; Scandinavian folk belief and legend (1988)* Eventyr, sagn og andre fortællinger, fra Dansk folkemindesamling Arkiveret 9. juni 2007 hos  Wayback Machine
- Forklaring på koncepter i Skandinavisk folklore (engelsk) Arkiveret 21. marts 2007 hos  Wayback Machine
- Begreber i Skandinavisk folklore Arkiveret 23. juli 2008 hos  Wayback Machine (engelsk)
- Samling af norske folkesagn Arkiveret 2. april 2008 hos  Wayback Machine (norsk)
- Samling af folkesagn fra Hålta i Sverige Arkiveret 28. oktober 2008 hos  Wayback Machine (svensk)